# Agalloch
Agalloch foi uma banda americana de metal que mesclava estilos como folk metal, doom metal, metal progressivo, black metal, post-rock e neofolk. A banda foi formada em 1995 em Portland, e seus membros se separaram em 2016.

## História

### Formação
Agalloch foi formado por John Haughm e Shane Breyer em Portland, Oregon, EUA, em 1995, após a desintegração da antiga banda Aeolachrymae. Logo no início de 1996 a dupla começou a produzir músicas e após Don Anderson se unir à banda, ainda no mesmo ano, aperfeiçoaram o material que já tinham. Já na segunda metade de 1996, gravaram a demo From Which of This Oak. Logo após a gravação Jason William Walton se juntou ao grupo.

### Consolidação ePale Folklore
A banda começou a gravar e distribuir demos a gravadoras em 1998, quando chamou atenção da The End Records, que produziu seu primeiro full-length em 1999, chamado Pale Folklore.

### Of Stone, Wind and PilloreThe Mantle
Após três anos parada, a banda lançou um EP intitulado Of Stone, Wind and Pillor em 2001. O propósito inicial era lançar um álbum vinil ainda em 98, pela gravadora Iron Fist, mas acabou sendo lançado pela The End em 2001 com as músicas não lançadas no primeiro álbum e mais duas faixas adicionais: um cover da música "Kneel To The Cross", da banda Sol Invictus e "A Poem By Yeats". O EP foi limitado a 2500 cópias.
Entre 2001 e 2002, Agalloch gravou The Mantle. The Mantle exibiu um aprimoramento na produção com arranjos mais detalhados e maior qualidade principalmente pela utilização de um orçamento maior que em seu primeiro álbum.

### Fim
Em maio de 2016 a banda anunciou através de seu facebook oficial o fim das atividades.

### Retorno
Em Abril de 2023, a banda revelou planos de tocar no Prophecy Fest, em setembro de 2023. Porém, anunciaram planos de tocar em Portland, Oregon no dia 23 de setembro de 2023.

## Discografia

### Álbuns de estúdio
- Pale Folklore (1999)
- The Mantle (2002)
- Ashes Against the Grain (2006)
- Marrow of the Spirit (2010)
- The Serpent & the Sphere (2014)

### Demos, EPs e Splits
- From Which of This Oak (1997)
- Promo 1998 (1998)
- Of Stone, Wind and Pillor (The End Records, 2001)
- Tomorrow Will Never Come (The End Records, 2003)
- The Grey (Vendlus Records, 2004)
- Agalloch / Nest (The End Records, 2004)
- The White (Vendlus, 2008)
- Faustian Echoes (Dämmerung Arts, 2012)

### Álbuns ao vivo
- The Silence of Forgotten Landscapes (DVD, Shiver Records, 2009)

### Boxsets
- The Wooden Box (Viva Hate Records, 2010)
- Marrow of the Spirit (Licht von Dämmerung/Profound Lore, 2010)
- The Demonstration Archive (Eisenwald, 2012)

### Videoclipes
- "Not Unlike the Waves" (The End Records, 2006)
  - Uma versão reduzida da música foi utilizada para o vídeo.